# Alexandre-Émile Béguyer de Chancourtois
Alexandre-Émile Béguyer de Chancourtois, né le 2 janvier 1820 à Paris où il est mort le 14 novembre 1886, est un géologue et minéralogiste français. Il est le premier à avoir classé les éléments chimiques suivant leur masse atomique, en 1862.
Lorsque Chancourtois publie son article, il omet de joindre un graphique avec l'ordonnancement proposé. Malgré l'importance de sa publication, il reste méconnu des chimistes parce qu'il utilise des termes propres à la géologie. C'est le tableau périodique des éléments de Dmitri Mendeleïev, publié en 1869, qui fera autorité.

## Biographie
À l'âge de 18 ans, Alexandre-Émile Béguyer de Chancourtois entre à l'École polytechnique. 
Diplômé en 1840, il poursuit ses études au sein du Corps des mines à l'École des mines de Paris entre 1840 et 1845 où il a pour professeurs trois savants célèbres : Léonce Élie de Beaumont, Frédéric Le Play et Armand Dufrénoy. Durant ces études il rédige en 1842 un mémoire sur le gisement de lignites de Cadibona en Piémont.
Il est nommé ingénieur le 15 septembre 1845 et prend part ensuite à plusieurs expéditions géologiques en Hongrie, en Arménie et en Turquie. 
De retour à Paris en 1848, il travaille avec Le Play pour rassembler une collection de minéraux pour le gouvernement ; il assure différents enseignements à l'École des mines à partir de 1848, où il est nommé professeur titulaire de la chaire de géologie après la mort d’Élie de Beaumont en 1875.
Il part en croisière avec le prince Napoléon (1856), puis est son chef de cabinet au ministère de l'Algérie et des Colonies (1858-1859). En 1867, il est décoré commandeur de la Légion d'honneur par Napoléon III. 
De 1868 à 1875, il est l'adjoint d’Élie de Beaumont qui dirigeait officiellement le nouvellement créé Service de la carte géologique de France, mais Chancourtois est le véritable patron opérationnel du Service. 
En tant qu'inspecteur général des Mines, de 1880 à sa mort, il introduit des règles de sécurité pour prévenir les explosions dues au méthane, fréquentes à cette époque.

## Organisation des éléments

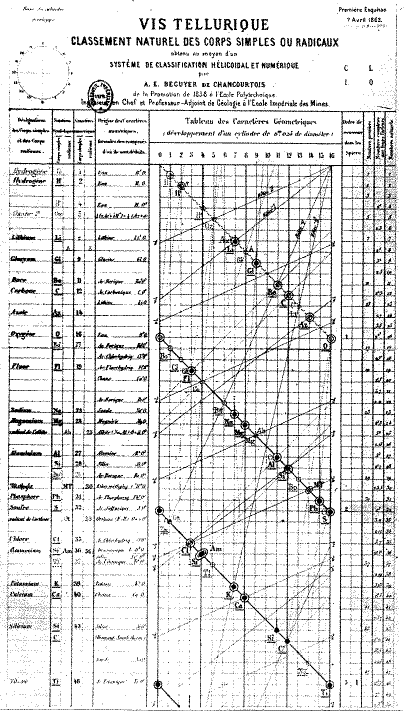
Vis tellurique de Chancourtois, 1862.

En 1862, un an avant que John Newlands publie sa classification des éléments, Chancourtois élabore un système original d'organisation qui fonctionne parfaitement. Sa proposition de classification est basée sur les nouvelles valeurs des masses atomiques obtenues par Stanislao Cannizzaro en 1858. Chancourtois conçoit un graphe en spirale sur un cylindre qu'il appelle vis tellurique (hélice tellurique), car l'élément central du graphe est le tellure. Il ordonne les éléments par ordre croissant de masse atomique, les éléments similaires étant alignés verticalement,.
Il relève la masse atomique de l'oxygène sur la surface d'un cylindre d'une circonférence de 16 unités. La courbe hélicoïdale qui en résulte fait apparaître les éléments analogues sur des coordonnées qui les situent les uns par rapport aux autres sur le cylindre. Il émet l'hypothèse que « les propriétés des éléments sont celles des nombres » et il est le premier à observer la périodicité des éléments lorsqu'ils sont classés en fonction de leur masse atomique,. Il constate en effet que les éléments viennent s'ordonner selon des intervalles réguliers en fonction de leur masse atomique,. Il présente un article à l'Académie des sciences, qui le publie dans ses Comptes-rendus,. Le diagramme original de Chancourtois n'apparaît pas dans la publication, ce qui rend la compréhension du texte assez difficile,. Il apparaît néanmoins dans une publication de moindre notoriété. Il faut dire que l'article utilise des concepts géologiques et ne correspond pas aux questions que se posent alors les chimistes. Il faudra attendre l'année 1869 pour que la table périodique des éléments de Mendeleïev attire l'attention de la communauté scientifique et devienne une référence incontournable.